# Das verlorene Mädchen
Das verlorene Mädchen ist ein deutscher Fernsehfilm der Frühling-Filmreihe von Dirk Regel, der am 24. Februar 2019 erstmals im ZDF ausgestrahlt wurde.
Der Film erzählt die Geschichte der Dorfhelferin Katja Baumann, gespielt von Simone Thomalla, die Familien in Notsituationen zur Seite steht und gleichzeitig versucht Frühling in die Herzen der Menschen zu tragen. Es ist der 21. Film einer Reihe, in deren Mittelpunkt die Menschen des Dorfes mit Namen Frühling stehen.
Christoph M. Ohrt und Kristo Ferkic sind als Vater-Sohn-Gespann Jan und Adrian Steinmann dabei und Jan Sosniok als Tom Kleinke und Aniya Wendel als dessen Tochter Nora. Marco Girnth ist als Dr. Mark Weber besetzt, Johannes Herrschmann in der wiederkehrenden Rolle als Pfarrer Sonnleitner und Caroline Ebner als Ärztin Dr. Schneiderhahn sowie Julia Beautx als Lilly Engel. Die Haupt-Gaststars dieser Folge sind Johanna Klante als Lehrerin Michelle Schmid, Johanna Ingelfinger und Sebastian Edtbauer.

## Handlung
Als Dorfhelferin Katja Baumann auf ein kleines Mädchen aufpassen soll, geht ihr das Kind in einem Möbelhaus plötzlich verloren. Katja sucht verzweifelt und kann nicht verstehen, wie das Kind allein aus dem Einkaufswagen verschwinden konnte. Sie hat sich nur ganz kurz ablenken lassen und hält es für möglich, dass das Kind entführt wurde. Obwohl sie das ganze Gebäude mehrfach abgesucht hatte, findet Katja die kleine Fibi Wolf wenig später bei der Kinderbetreuung des Kaufhauses. Für die Mutter des Kindes ist damit die Welt zwar wieder in Ordnung, aber nicht für Katja. Sie kann sich den Vorfall einfach nicht erklären und erinnert sich an eine junge Frau, der sie im Aufzug des Kaufhauses begegnet war und von der sie sich stark beobachtet gefühlt hatte. Sie erinnert sich auch an ein auffälliges Tattoo an deren Hand. Über dieses Tattoo findet Katja heraus, dass es sich bei der Frau um Marina Grieger handelt. Sie betreibt gemeinsam mit ihrem Freund in der Nähe von Frühling einen Mountainbike-Verleih. Gibt es möglicherweise eine Verbindung zwischen Marina Grieger und der Familie Wolf? Bei ihren Nachforschungen wird Katja klar, dass die junge Frau ein ganz anderes Kind entführen wollte und nur versehentlich Fibi mitgenommen hatte. Als sie ihren Irrtum bemerkte, hatte sie das Kind in der Spielabteilung allein zurückgelassen.
Katja steht ihr fünfzigster Geburtstag bevor und eigentlich will sie ihn auch nicht groß feiern. Trotzdem ist sie schon etwas irritiert, als niemand aus ihrem Umfeld auch nur einen Glückwunsch für sie übrig hat. So vergessen zu werden, das nagt dann doch ganz schön an ihr. Betrübt kommt sie nach Haus und wird hier von Mark überrascht, der zusammen mit seiner Nachfolgerin Philippa, Adrian und Pfarrer Sonnleitner für Katja eine Überraschungs-Party für all ihre Freunde organisiert hat.

## Produktionsnotizen
Die Episode wurde vom ZDF in Zusammenarbeit mit „Seven Dogs Filmproduktion“ und UFA Fiction produziert und im Rahmen der ZDF-„Herzkino“-Reihe ausgestrahlt. Die Dreharbeiten erfolgten unter dem Arbeitstitel Das Kind in mir vom 6. August bis 2. Oktober 2018.

## Rezeption

### Einschaltquote
Bei der Erstausstrahlung am 24. Februar 2019 wurde Das verlorene Mädchen in Deutschland von 5,57  Millionen Zuschauern gesehen, was einem Marktanteil von 15,7 Prozent entsprach.

### Kritik
Rainer Tittelbach von tittelbach.tv befand: Die Geschichte ist „menschlich sehr sympathisch. […] kann sich aber auch filmisch sehen lassen.“ „Der Glaubwürdigkeit der Geschichte[…] könnten ein paar emotionale Grenzgänge guttun. Dem Zuschauer aber wollen das die Macher offenbar nicht zumuten; denn wahrscheinlich ist die Verlässlichkeit der Hauptfigur ja das Geheimnis des anhaltenden Erfolgs.“
Die Kritiker der Fernsehzeitschrift TV Spielfilm bewerteten den Film folgendermaßen: „Wie so oft in dieser Reihe: lebensklug und freundlich erzählt, dramaturgisch aber sehr ausrechenbar.“ Sie fanden den Film „herzlich gemeint, eher kitschig umgesetzt“.